# Jessie Marion King
Pour les articles homonymes, voir King.
Jessie Marion King née le 20 mars 1875 à Bearsden près de Glasgow en Écosse est une illustratrice britannique de livres pour enfants. Elle a également dessiné des modèles de bijoux, de tissus et de poteries ornées. Elle est mariée a E. A. Taylor, un artiste et designer de meubles.

## Biographie

### Enfance et débuts
Jessie Marion King est née à Bearsden, près de Glasgow. Son père, James Wat(t)ers King, est ministre de l'Église d'Écosse, et sa mère se nomme Mary Anne Anderson. Elle reçoit une éducation religieuse stricte, qui la décourage de devenir artiste. Jessie M. King enseigne l´art au Queen Margaret College de Glasgow dès 1891. En 1892, elle entre à la Glasgow School of Art, où elle reçoit de nombreuses récompenses en tant qu´étudiante, dont la médaille d´argent de la National Competition à South Kensington en 1898.
En 1899, Jessie Marion King est chargée de travaux dirigés pour la décoration et le design de livres à la Glasgow School of Art. Ses premières publications sont des couvertures de livres publiés par Globus Verlag, un éditeur berlinois, entre 1899 et 1902. L´éditeur est le fournisseur du grand magasin berlinois Wertheim, sur la Leipziger Platz. Jessie Marion King est très influencée par le mouvement Art nouveau de l´époque, et ses œuvres sont dans la lignée de celles de l´un des trois groupes de l´école de Glasgow: The Four (aussi connu sous le nom The Spook School).
Elle réalise un Grand Tour en Allemagne et en Italie en 1902, et est notamment influencée par l´œuvre de Botticelli. Durant cette même année, sa reliure pour "L'Évangile de L'Enfance" reçoit la médaille d´or de la Première exposition internationale d'art décoratif moderne qui se tient à Turin. Jessie Marion King devient un membre du comité de la Glasgow Society of Artists en 1903, puis membre de la Glasgow Society of Lady Artists en 1905.

### Maturité de son œuvre

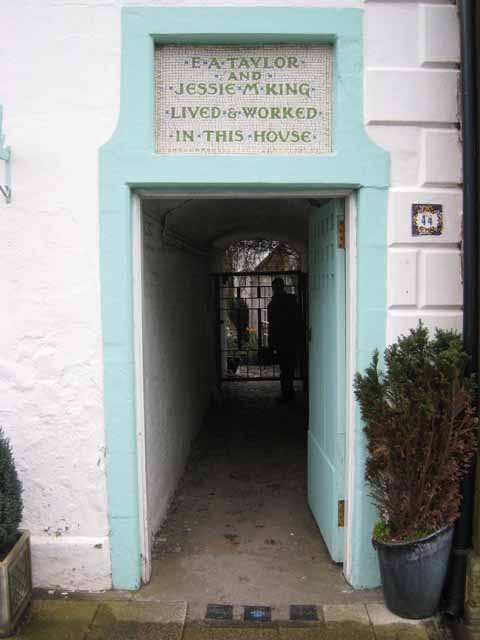
Entrée de la maison où se retirèrent Jessie Marion King et son époux Ernest Archibald Taylor à Kirkcudbright

Sa production Art Nouveau culmine durant ses premières expositions, à la Annan's Gallery de Glasgow en 1907 et aux Bruton Street Galleries de Londres en 1905. Elle épouse un artiste du nom d´Ernest Archibald Taylor en 1908 et part avec lui à Salford, où nait leur fille unique Merle Elspeth. En 1910, ils déménagent à Paris où Taylor occupe un poste de professeur aux studios Ernest Percyval Tudor-Hart's. En 1911, Jessie Marion King et son mari ouvrent la Sheiling Atelier School à Paris. Les créations de Jessie Marion King à Paris influencent la création d´alors du mouvement art déco.
En 1915, Jessie Marion King et son mari Taylor déménagent à Kirkcudbright, où ils poursuivent leurs travaux jusqu´à leur mort.